# Anaea venezuelana
Anaea venezuelana is een vlinder uit de familie van de Nymphalidae. De wetenschappelijke naam van de soort is voor het eerst geldig gepubliceerd in 1941 door Johnson & Comstock.